# Vikartovce
Vikartovce (Hongaars: Hernádfő, Duits: Weigsdorf) is een Slowaakse gemeente in de regio Prešov, en maakt deel uit van het district Poprad.
Vikartovce telt 1.843 inwoners.